# Brigitte Ernst de la Graete
Brigitte Ernst de la Graete kortweg Brigitte Ernst (Luik, 23 april 1957) is een Belgisch politica voor Ecolo.

## Levensloop
Ernst de la Graete werd als assistent werkzaam bij de Universiteit van Luik, waar ze in 2005 tevens verantwoordelijk werd voor het Euraxess Dienstencentrum. Tevens was ze van 2003 tot 2005 coördinatrice bij Forem, van 1999 tot 2003 medewerkster Europese Zaken bij staatssecretaris van Ontwikkelingssamenwerking Eddy Boutmans en van 1995 tot 1999 directrice van de Amnesty International-afdeling van de Europese Unie.
Ze werd tevens politiek actief voor de partij Ecolo en werd voor deze partij van 1983 tot 1989 en van 2001 tot 2014 gemeenteraadslid en van 1983 tot 1988 schepen van de stad Luik. Bovendien zetelde ze van 1989 tot 1994 namens de partij in het Europees Parlement en van 1999 tot 2002 was ze samen met Philippe Defeyt en Jacques Beauduin federaal secretaris van Ecolo.